# Friedrich Georg Buek
Friedrich Georg Buek, auch Georg Friedrich Buek (* 16. Juli 1795 in Hamburg; † 17. Oktober 1860 ebenda), war ein deutscher Jurist, Ober- und Garnisonsauditeur beim Bürgermilitär, Autor und Übersetzer.

## Familie
Friedrich Georg Buek wurde als Sohn der in Hamburg verehelichten Buchhalter Christoph Christian Buek (1764–1806) und Margarethe Elisabeth geborene Hösch geboren.
Buek war Freischüler am Johanneum. 1811 erhielt er eine Anstellung als Übersetzer bei dem damaligen Notar und späteren Hamburger Senator August Christian Theodor Meier, dieser finanzierte ihm auch ab 1817 sein Studium. Er wurde nach bestandener Prüfung am 9. Juli 1819 in Hamburg als Advokat zugelassen, er war bis 1830 als solcher eingeschrieben. Er promovierte am 24. Februar 1823 als Jurist in Kiel und heiratete am 20. Mai 1826 Elise Winter. 1830 wurde er Garnisonsauditeur.
Er war Gründungsmitglied des Verein für Hamburgische Geschichte und leitete lange dessen Archiv.

## Autorentätigkeit
Die unterstützende Aufforderung der Inhaber des Verlages Hoffmann und Campe ermöglichten dem promovierten Juristen sein danach im November 1827 abgeschlossenes Handbuch der Hamburgischen Verfassung und Verwaltung. 1828 zu veröffentlichen.

### Veröffentlichungen in chronologischer Reihenfolge (Auswahl)
- Handbuch der Hamburgischen Verfassung und Verwaltung. Hoffmann und Campe, Hamburg 1828, 514 S. (Digitalisat)
- Das Befreiungsjahr ein Tagebuch der Vertheidigung Hamburgs gegen das französische Heer unter Marschall Davoust im Jahre 1813. Hoffmann und Campe, Fuchs, Hamburg 1834 (Digitalisat)
- Gedenkbuch des Jubelfestes am 18. März 1838 zu Hamburg, wie es vom Hanseatischen Vereine und seinen Waffengefährten begangen worden., Perthes-Besser & Mauke, Hamburg 1838 (Digitalisat).
- Genealogische und biographische Notizen über die seit der Reformation verstorbenen hamburgischen Bürgermeister. Johann August Meißner, Hamburg 1840, 324 S. (Digitalisat); Nachdruck: Nabu Press 2013, ISBN 1-272-07419-6, 346 S.
- Hamburg’s Trümmer: enthaltend I. die St. Petri Kirche, II. die St. Nicolai Kirche, III. die St. Gertruden Kapelle und IV. eine Total Ansicht nach dem Brande vom 5. bis 8-ten May 1842. Fuchs, Hamburg 1842
- Hamburg und seine Umgebungen im 19. Jahrhundert. Eine Reihenfolge naturgetreuer, in Stahl gestochener Ansichten der Stadt und ihrer Umgebung (Nach der Natur gezeichnet von Carl Alexander Lill u. A.). 1844. Nachdruck: British Library Historical Print Edishons. 2011, ISBN 1-241-51222-1, 422 S.
- Album hamburgischer Costume. Berendsohn, Hamburg 1847,[4] (Digitalisat)
- Die Hamburgischen Oberalten, ihre bürgerliche Wirksamkeit und ihre Familien. Perthes-Besser & Mauke, Hamburg 1857. 518 S. (Digitalisat), Nachdruck: Nabu Press 2012, ISBN 1-276-83504-3, 536 S.
- Hamburgische Altertümer. Beitrag zur Geschichte der Stadt und ihrer Altertümer. Perthes-Besser & Mauke. Hamburg 1859, VI + 256 S., (Digitalisat)

### Übersetzungen
- Der Geist des Orients erläutert in einem Tagebuche über Reisen durch Rumili während einer ereignisreichen Zeit, von David Urquhart, übersetzt durch Friedrich Georg Buek in: Reisen und Länderbeschreibungen der älteren und neuesten Zeit, eine Sammlung der interessantesten Werke über Länder- und Staaten-Kunde, Geographie und Statistik. (Hrsg.): Eduard Widenmann und Hermann Hauff. Siebzehnte Lieferung. J. G. Cotta’sche Verlagsbuchhandlung. Stuttgart und Tübingen 1839, 155 S., (Digitalisat).
- John Bowring: Bericht über den deutschen Zoll-Verband an Lord Viscount Palmerston, Besser, Berlin 1840